# Terceira
| Terceira                                                    | Terceira                |
| ----------------------------------------------------------- | ----------------------- |
| Terceira sedd från rymdfärja, med sina fyra stratovulkaner. |                         |
| Altitud:                                                    | 0 - 1023 m              |
| Latitud:                                                    | 38,73° N (38° 44' 0" N) |
| Longitud:                                                   | 27,32° V (27° 19' 0" V) |

Terceira är en portugisisk ö som tillhör ögruppen Azorerna mitt i Atlanten. Den är en av fem öar i den centrala gruppen öar i Azorerna, tillsammans med São Jorge, Pico, Graciosa och Faial. På Terceira finns 1500-talsstaden Angra do Heroísmo, som är Azorernas historiska huvudstad (grundad 1534, huvudstad 1766–1832). 1980 drabbades ön av ett kraftigt jordskalv som skadade staden svårt och den togs efter detta upp på Unescos världsarvslista. Angra do Heroísmo är den äldsta staden i Azorerna, och den fanns redan år 1534.
Invånarantalet på ön Terceira var en gång uppe i 59 000, men är nu nere i 55 833. Folktätheten ligger på 140,73/km², utspritt på 396,75 km². Den högsta punkten över havet är berget Pico da Bagacina som är 1 022 meter högt, och består av en stratovulkan. Öns längd från öst till väst är 29 kilometer och dess bredd från norr till söder 18 kilometer, vilket motsvarar 90 kilometer i omkrets. Terceira består av två kommuner, Angra do Heroísmo och Praia da Vitória, vilket även är namnet på de två huvudhamnarna. I Lajes finns även en flygbas.

## Kommunikationer

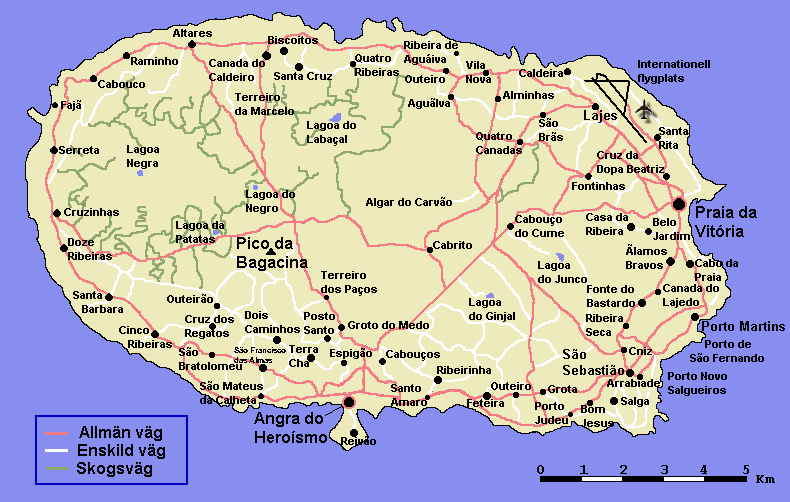
Karta över Terceira.

Möjligheterna att ta sig runt på de olika öarna varierar mycket. På välbefolkade öar som São Miguel och Terceira finns ett bra buss- och vägnät, medan hyrcykel kan vara ett bättre alternativ på de mindre öarna. Alla öar, förutom den bara 17 kvadratkilometer stora Corvo, har biluthyrning. Det lokala flygbolaget Sata-Air Acores flyger regelbundet mellan öarna. De fem centrala öarna har färjeförbindelse, under sommaren flera dagar i veckan. Avvikelser kan dock förekomma eftersom båttrafiken är väderberoende, se tidtabell. Alla öar förutom Corvo har busstrafik och taxibilar.
Bensinmackar finns i Praia da Vitória, Angra do Heroísmo, Lajes, Santa Barbara och strax norr om Biscoitos.

## Övrigt
- Elsystemet bygger på samma system som i Sverige, det vill säga 230 volt.
- Mobiltelefoner i GSM-nätet fungerar för det mesta på hela Azorerna.